# Kurimany
Kurimany (slowakisch bis 1948 „Kurimiany“; deutsch Kirn, ungarisch Kiskerény – bis 1907 Kurimján) ist eine Gemeinde im Osten der Slowakei mit 390 Einwohnern (Stand 31. Dezember 2024) und gehört zum Okres Levoča, einem Kreis des Prešovský kraj sowie zur traditionellen Landschaft Zips.

## Geografie
Die Gemeinde befindet sich im Talkessel Hornádska kotlina, in einer hügeligen Landschaft unweit der Leutschauer Berge. Das Ortszentrum liegt auf einer Höhe von 522 m n.m. und ist sechs Kilometer von Levoča entfernt.
Nachbargemeinden sind Dlhé Stráže im Norden, Levoča im Nordosten und Osten und Iliašovce im Süden und Westen.

## Geschichte
Kurimany wurde gegen 1250 gegründet, zum ersten Mal 1298 als Villa Quirinia schriftlich erwähnt und trägt seinen Namen nach dem Heiligen Quirinus von Siscia. Das Dorf gehörte im Mittelalter zum Bund der Zipser Sachsen und war eine der 24 königlichen Städte in der Zips. Nachdem das umliegende Gut zum Herrschaftsgut der Zipser Burg im Jahre 1465 fiel, verfiel Kirn wieder zum einfachen Dorf; die reicheren Sachsen siedelten sich nach Leutschau um.
Während der antihabsburgischen Aufstände des 17. Jahrhunderts fiel das Dorf dreimal den Plünderungen zum Opfer, und zwar 1605, 1619 und 1677. Erst nach dem Ende dieser Aufstände konnte Kirn wieder aufgebaut werden. Bis zum 18. Jahrhundert waren die meisten Einwohner Deutsche, seither stellen Slowaken die Mehrheit dar. 1787 zählte man 11 Häuser und 81 Einwohner und 1828 19 Häuser und 145 Einwohner.
Bis 1918 gehörte der im Komitat Zips liegende Ort zum Königreich Ungarn und kam danach zur Tschechoslowakei beziehungsweise heute Slowakei.

## Bevölkerung
| Jahr                | 1994 | 2004    | 2014    | 2024    |
| ------------------- | ---- | ------- | ------- | ------- |
| Anzahl der Personen | 347  | 367     | 369     | 390     |
| Unterschied         |      | +5,76 % | +0,54 % | +5,69 % |

| Jahr                | 2023 | 2024    |
| ------------------- | ---- | ------- |
| Anzahl der Personen | 383  | 390     |
| Unterschied         |      | +1,82 % |

Gemäß der Volkszählung 2011 wohnten in Kurimany 379 Einwohner, davon 371 Slowaken und drei Russen. Fünf Einwohner machten keine Angabe. 361 Einwohner bekannten sich zur römisch-katholischen Kirche und drei Einwohner zur griechisch-katholischen Kirche. Zwei Einwohner waren konfessionslos und bei 13 Einwohnern wurde die Konfession nicht ermittelt.
Ergebnisse nach der Volkszählung 2001 (359 Einwohner):
| Nach Ethnie: - 99,16 % Slowaken | Nach Konfession: - 99,16 % römisch-katholisch - 0,56 % keine Angabe - 0,28 % evangelisch |

## Bauwerke
- römisch-katholische Quirinuskirche im Barockstil, gebaut im späten 17. Jahrhundert an frühgotischen Fundamenten, im 18. Jahrhundert erneuert. Die Sakristei stammt aus dem 14. Jahrhundert; als einzige Kirche der Slowakei trägt die Kirche das Patrozinium von Quirinus